# Местинє
Местинє (словен. Mestinje) — поселення в общині Шмарє-при-Єлшах, Савинський регіон, Словенія. 
Висота над рівнем моря: 229,5 м.